# Campionato Sammarinese (1991/1992)
W sezonie 1991/1992 rozegrano 7. edycję najwyższej klasy rozgrywkowej piłki nożnej w San Marino – Campionato Sammarinese. W sezonie brało udział 10 zespołów. Tytułu nie obroniła drużyna SC Faetano. Nowym mistrzem San Marino został zespół SS Montevito.

## Tabela końcowa
|    | Klub                | M  | Z  | R | P  | Br+ | Br- | Pkt | Uwagi            |
| 1  | SS Montevito        | 18 | 10 | 5 | 3  | 28  | 22  | 25  | Turniej finałowy |
| 2  | SP Tre Fiori        | 18 | 8  | 7 | 3  | 27  | 14  | 23  | Turniej finałowy |
| 3  | AC Libertas         | 18 | 8  | 4 | 6  | 23  | 20  | 20  | Turniej finałowy |
| 4  | SP Cailungo         | 18 | 7  | 6 | 5  | 26  | 25  | 20  | Turniej finałowy |
| 5  | SS Murata           | 18 | 7  | 5 | 6  | 21  | 22  | 19  |                  |
| 6  | SP Domagnano        | 18 | 6  | 6 | 6  | 29  | 23  | 18  |                  |
| 7  | SS Juvenes          | 18 | 5  | 6 | 7  | 28  | 23  | 16  |                  |
| 8  | SC Faetano          | 18 | 5  | 5 | 8  | 22  | 25  | 15  |                  |
| 9  | SS Cosmos           | 18 | 6  | 3 | 9  | 21  | 30  | 15  | Spadek           |
| 10 | SS Folgore/Falciano | 18 | 1  | 7 | 10 | 12  | 33  | 9   | Spadek           |

## Turniej finałowy

### Pierwsza runda
- SP Cailungo 2-2 (4-2) SP Tre Penne
- SP Tre Fiori 2-2 (2-4) AC Libertas

### Druga runda
- SP Tre Penne 1-0 SP Tre Fiori
- SP Cailungo 2-3 AC Libertas

### Trzecia runda
- SP Cailungo 0-0 (4-5) SP Tre Penne
- SS Montevito 0-3 AC Libertas

### Półfinał
- SS Montevito 4-1 SP Tre Penne

### Finał
- SS Montevito 4-2 AC Libertas